# Le Palais du Gaucher
Le Palais du Gaucher (France) ou Flanders fait faillite (Québec) (When Flanders Failed) est le 3e épisode de la saison 3 de la série télévisée d'animation Les Simpson.

## Synopsis
Ned invite les Simpson à un barbecue chez lui. D'abord réticent, Homer finit par venir, attiré par l'odeur des hamburgers. Au cours du repas, Ned annonce qu'il quitte son emploi et ouvre une boutique pour gauchers : Le Palais du Gaucher. À la fin du repas, Ned et Homer font un vœu. Homer souhaite que la boutique de Ned fasse faillite. Son vœu se réalise : la boutique a peu de succès et Ned doit fermer boutique, se retrouve ruiné et voit sa maison mise sous scellés. Culpabilisant, Homer appelle tous les gauchers de la ville pour faire une surprise à Ned. Les affaires reprennent alors et Ned peut enfin retourner chez lui.